# Brückenradweg
De Brückenradweg (Bruggenfietsroute) is een langeafstandsfietsroute in Duitsland. De route verbindt de steden Bremen en Osnabrück met elkaar. Er zijn twee varianten, een oostelijke route en een westelijke route. De westelijke route maakt in zijn geheel deel uit van de internationale langeafstandsfietsroute EuroVelo EV3 Pelgrimsroute. Beide trajecten zijn bewegwijzerd in twee richtingen.

## Traject
De route start in Bremen aan de Wezer waar kan worden aangesloten op de Radfernweg Hamburg-Bremen of de Weserradweg. De EuroVelo EV3 Pelgrimsroute loopt mee met de westelijke variant, die via Vechta, Lohne en Damme naar Osnabrück loopt. 
De oostelijke variant splitst zich ter hoogte van Harpstedt af van de westelijke variant en doet vervolgens de plaatsen Bassum, Barnstorf, Diepholz en Ostercappeln aan. Beide routes gaan langs de Dümmersee.
In Osnabrück kan de EV3 zuidwaarts worden vervolgd.

## Aansluitingen met Europese routes
- De gehele westelijke variant is onderdeel van de EuroVelo EV3 Pelgrimsroute.

## Aansluitingen met andere fietsroutes
- In Bremen kan worden aangesloten op de Radfernweg Hamburg-Bremen.
- In Bremen kan worden aangesloten op de Weserradweg.
- In Osnabrück kan worden aangesloten op de Friedensroute.
- Op elk willekeurig punt kan gebruik worden gemaakt van het fietsroutenetwerk ter plaatse.